# Ekkehard Foerster

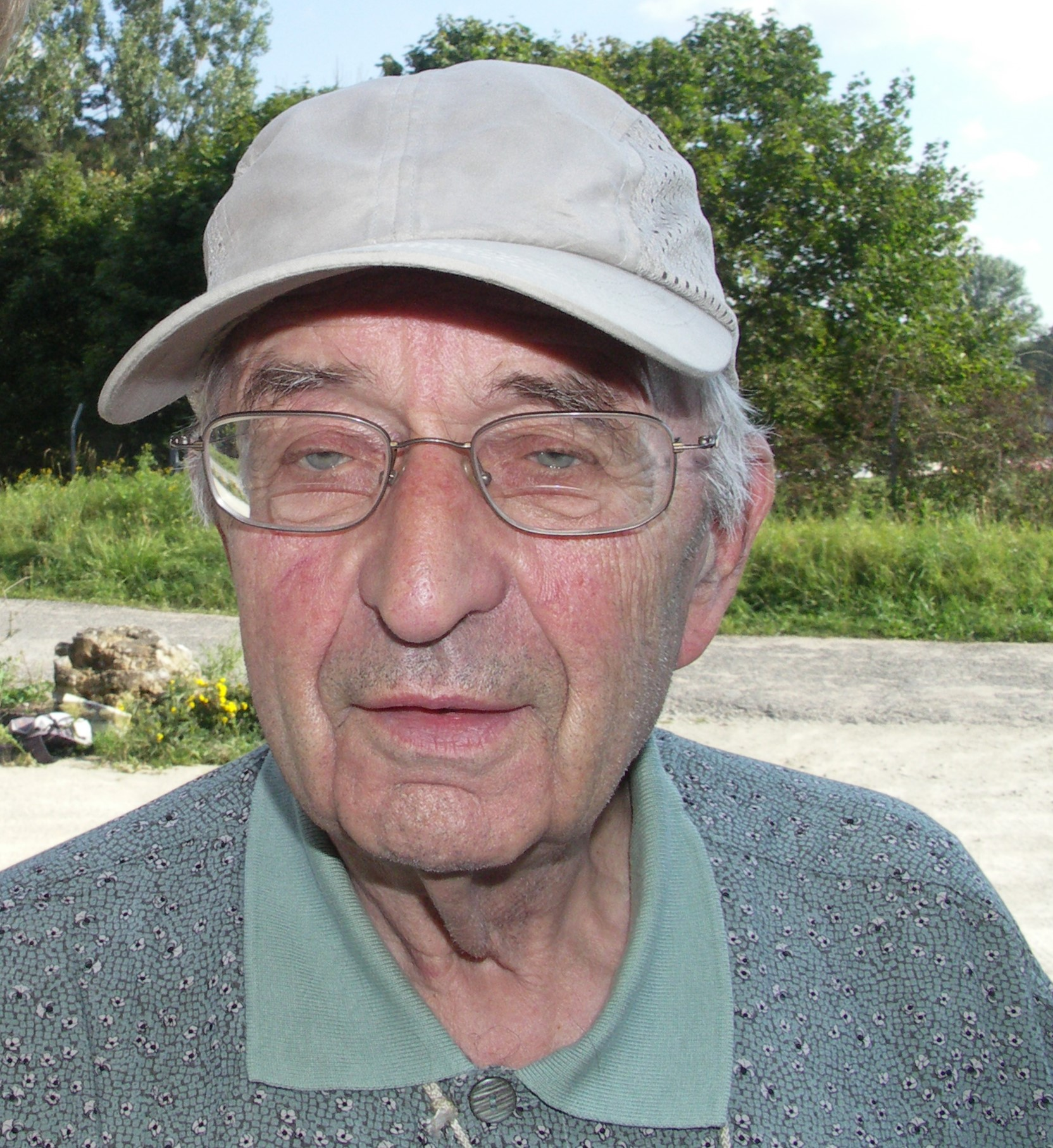
Ekkehard Foerster (2005)

Ekkehard Foerster (* 4. Mai 1927 in Breslau; † 3. Januar 2023) war ein deutscher Botaniker und Naturschützer. Er hat über viele Jahrzehnte die Pflanzengesellschaften des westdeutschen Wirtschaftsgrünlands (Wiesen und Weiden) erforscht.

## Leben
Ekkehard Foerster wurde als ältester von fünf Söhnen des Oberstudienrats Friedrich Foerster und seiner Frau Maria, geb. Liedl, geboren. Nach dem Umzug der Familie wuchs er in Danzig-Oliva auf, wo sein Vater Schulleiter des Gymnasiums war, das 1939 noch „Oberschule für Jungen“ hieß. Seine Reifeprüfung legte er 1947 in Kaufbeuren ab. Anschließend absolvierte er eine Landwirtschaftslehre und das Studium der Landwirtschaft an der Universität Bonn, das er 1952 mit dem Diplom abschloss. Am 24. Mai 1955 wurde er dort mit der Dissertation „Ein Beitrag zur Kenntnis der Selbstverjüngung von Dauerweiden“ promoviert. Sie enthält die ersten deutschen Untersuchungen zur Diasporenbank von Grünlandböden. Als Assistent von Professor Ernst Klapp machte sich Foerster bald einen Namen als Fachmann für die Kartierung von Wirtschaftsgrünland auf pflanzensoziologischer Grundlage.
In den folgenden Jahrzehnten war Foerster Mitarbeiter in der Forschungsstelle für Grünland und Futterbau des Landes Nordrhein-Westfalen in Kleve-Kellen, dann in der „Abteilung 4, Grünland und Agrarökologie“ der Landesanstalt für Ökologie, Landschaftsentwicklung und Forstplanung (LÖLF). In dieser Zeit erstellten er und seine Kollegen rund 15.000 Vegetationsaufnahmen vorwiegend im Wirtschaftsgrünland. Für die Praxis der Grünlandkartierung haben diese Arbeiten nicht an Aktualität verloren.
In ehrenamtlicher Tätigkeit leitete Foerster viele Jahre lang die Regionalstelle Niederrhein der Floristischen Kartierung. Wegen seiner umfassenden Kenntnisse der westdeutschen Flora war er Mitautor der nordrhein-westfälischen Florenliste und der Roten Liste der Farn- und Blütenpflanzen.
Daneben schuf und verbesserte Foerster praktikable Bestimmungsschlüssel für schwierig zu unterscheidende Vertreter vieler heimischer Artengruppen, beispielsweise der Gattungen Allium, Carex, Juncus, Eleocharis, Rosa, Trichophorum und Veronica.
Foerster gehörte zu den Gründungsmitgliedern der Gesellschaft zur Erforschung der Flora Deutschlands.

## Dedikationsnamen
- Trichophorum x foersteri (Swan) D.A. Simpson[4] Basionym: Trichophorum cespitosum nothosubsp. foersteri Swan[5]
- Rubus foersteri Matzk. (Foersters Haselblattbrombeere)[6]

## Wissenschaftliche Arbeiten (Auswahl)
- Ein Beitrag zur Kenntnis der Selbstverjüngung von Dauerweiden, in: Zeitschrift für Acker- und Pflanzenbau, 100, 273-301 (1956)
- Schlüssel zum Bestimmen der in Deutschland wild wachsenden Arten der Gattung Allium L. im blütenlosen Zustande, in: Mitteilungen der Floristisch-Soziologischen Arbeitsgemeinschaft, N.F. 9, 5-7 (1962)
- Die Wasserehrenpreis-Gruppe, in: Göttinger Floristische Rundbriefe, 1(3), 10-11 (1967)
- Bestimmungsschlüssel für Binsen nach vorwiegend vegetativen Merkmalen, in: Göttinger Floristische Rundbriefe, 5, 19-23 (1971)
- Die Gattung Eleocharis, in: Göttinger Floristische Rundbriefe, 6, 96-101 (1972)
- Bolboschoenus maritimus (L.) Palla, in: Göttinger Floristische Rundbriefe, 6, 101 (1972)
- Schlüssel zum Bestimmen von dreizeilig beblätterten Riedgräsern des norddeutschen Flachlandes nach vorwiegend vegetativen Merkmalen, in: Göttinger Floristische Rundbriefe, 16, 3-21 (1981)
- Pflanzengesellschaften des Grünlandes in Nordrhein-Westfalen, in: Schriftenreihe der Landesanstalt für Ökologie, Landschaftsentwicklung u. Forstplanung Nordrhein-Westfalen, Recklinghausen, Band 8 (1983), 71 Seiten, ISSN 0177-8102
- Seggen, Binsen, Simsen und andere Scheingräser des Grünlandes – Ein Schlüssel zum Bestimmen im blütenlosen Zustand, 31 S., (1989), Polykopie